# Chloroleucon extortum
Chloroleucon extortum är en ärtväxtart som beskrevs av Rupert Charles Barneby och James Walter Grimes. Chloroleucon extortum ingår i släktet Chloroleucon och familjen ärtväxter. IUCN kategoriserar arten globalt som sårbar. Inga underarter finns listade i Catalogue of Life.